# 都柏林會議中心
都柏林會議中心（CCD）位於愛爾蘭的都柏林港區，於2010年9月開幕，面對利菲河的斯賓塞码头，由美藉愛爾蘭建築師凱文·洛奇設計。

## 概述
此大樓的22間會議室能容納8000人，包括一個2000座的會堂和4500平方米的展覽及宴會地方。它是世界上第一座碳中和的會議中心

## 腳註
1. ↑  . The Convention Centre Dublin.   [9 October 2017]. （原始内容存档于2019-01-07）.
2. ↑  . The Irish Times.   [13 February 2022]. （原始内容存档于2022-02-13）.
3. ↑  . The Convention Centre Dublin.   [9 October 2017]. （原始内容存档于2019-01-07）.
4. ↑  . The Convention Centre Dublin.   [9 October 2017]. （原始内容存档于2019-01-07）.
5. ↑  . The Convention Centre Dublin.   [9 October 2017]. （原始内容存档于2019-01-07）.
6. ↑  . Dublin Docklands.   [2011-05-21]. （原始内容存档于2011-10-04）.
7. ↑  . The Convention Centre Dublin.   [2011-05-21]. （原始内容存档于2011-05-13）.

## 外部連結
- 官方網站 （页面存档备份，存于）